# Zlatá Tretra
Zlatá Tretra (pl. Złote Kolce) – międzynarodowy mityng lekkoatletyczny organizowany od 1961 w czeskim mieście Ostrawa. Dotychczas zawody nie odbyły się tylko w roku 1999 z powodu kłopotów finansowych. Od roku 2003 impreza posiada rangę Grand Prix IAAF i znajduje się w cyklu World Athletics Tour. Podczas mityngu pobito kilka rekordów świata, a wśród uczestników znaleźli się Emil Zátopek, Stacy Dragila, Haile Gebrselassie. Areną mityngu jest Stadion Miejski w Ostrawie-Witkowicach.

## Zawody w poszczególnych latach
- Zlatá Tretra 2009
- Zlatá Tretra 2010
- Zlatá Tretra 2011
- Zlatá Tretra 2012
- Zlatá Tretra 2013
- Zlatá Tretra 2014
- Zlatá Tretra 2015
- Zlatá Tretra 2016
- Zlatá Tretra 2024